# Fargo (1996.)
Fargo je crnohumorni triler braće Coen iz 1996. smješten na Srednji Zapad, a govori o prodavaču automobila (William H. Macy) koji unajmljuje dvojicu muškaraca (Steve Buscemi i Peter Stormare) da mu otmu ženu i traže otkupninu od milijun dolara. Zločin započinje niz ubojstava koje počinje istraživati trudna policajka Marge Gunderson (Frances McDormand).
Fargo je osvojio dva Oscara, za najbolji originalni scenarij i najbolju glavnu glumicu za Franes McDormand. Osvojio je i BAFTA-u te nekoliko međunarodnih filmskih nagrada, uključujući nagradu za najboljeg redatelja (Joel Coen) na Filmskom festivalu u Cannesu 1996.

## Radnja
Godina 1987. Jerry Lundergaard (William H. Macy), prodavač automobila u Oldsmobileu iz Minneapolisa s financijskim poteškoćama, smišlja plan kako će riješiti svoje probleme. Preko mehaničara u auto-salonu, Indijanca i bivšeg zatvorenika zvanog Shep Proudfoot, dolazi u kontakt s Gaearom Grimsrudom (Peter Stormare) i Carlom Showalterom (Steve Buscemi). Sastaju se u baru u Fargu u Sjevernoj Dakoti i dogovaraju otmicu Lundergaardove žene, Jean, koja će biti vraćena neozlijeđena u zamjenu za 80 tisuća dolara, od čega pola ide Jerryju. Drugi plan je da kaže svom bogatom, ali neprijateljski raspoloženom puncu i šefu, Wadeu Gusrafsonu, da je otkupnina milijun dolara. Velikom razlikom namjerava oplatiti neke dugove iz prošlosti.
Jerry pokuša dobiti novac od punca u obliku investicije u legitimno parkiralište, ali ne uspijeva. Zato Jean otimaju dok je on na poslu. Nakon što se vratio u svoju ispremetanu kuću, Jerry nazove Wadea i kaže mu za situaciju. Jerry tvrdi kako ne treba obavještavati policiju jer bi Jean mogla doći u opasnost.
Kasnije te noći, plan otmice kreće po zlu nakon što policajac zaustavi dvojicu otmičara na državnoj autocesti 371 u Minnesoti blizu Brainerda. Nakon što Carl pokuša potkupiti policajca, Grimsrud izvadi pištolj iz pretinca i ubije policajca. Dvoje svjedoka slučajno prolaze pokraj njih. Grimsrud se daje u potjeru za njima i ubija ih.
Sljedećeg jutra, ubojstva počinje istraživati lokalna policajka u sedmom mjesecu trudnoće Marge Gunderson (Frances McDormand). Ona ubrzo shvaća da se radi o serijskim ubojstvima. Počinje s tragovima kao što su etikete na registraciji auta u kojem se voze otmičari preko popisa poziva s odmorišta za vozače kamiona gdje su se otmičari sastali s prostitutkama. Marge odlučuje otputovati u Minneapolis kako bi provela istragu našla se sa starim prijateljem iz srednje škole, Mikeom Yanagitom, koji joj kaže kako je ostao udovac i pokušao joj se udvarati.
Marge obavlja razgovore sa Shepom i Jerryjem koji ustvrde kako nisu umiješani u slučaj. Shep kasnije odlazi Carlu, (koji je došao u Minneapolis kako bi pokupio novac od Jerryja), prekida ga u seksu s prostitukom i pretuče ga zbog toga što ga je doveo u nevolju i ugrozio uvjetnu zatvorsku kaznu. Oporavljen, ali ponižen i gnjevan, Carl naziva Jerryja i zatraži da donese novac na vrh parkirališne garaže; Wade, pun nepovjerenja prema zetu, odlučuje osobno dostaviti otkupninu, ali pokuša zastrašiti Carla, odbijajući predati novac prije nego što mu vrate kćer. Carl i Wade počnu pucati; Wade ostaje ležati mrtav, a Carl počne krvariti iz rane na obrazu. Napuštajući garažu, Carl ubija i vratara nakon što ovaj nije htio podići rampu.
Tijekom ovih scena, nekoliko scena se isprepleće s Jerryjevim pokušajem da se povuče iz cijelog plana: prevario je General Motors Acceptance Corporation (GMAC) time što su oni financirali lažne aute, dok je on (očigledno) spremao novac u džep. Predstavnik GMAC-a prigovori kako ne može pročitati automobilske identifikacijske brojeve na dokumentima o financiranju koje je poslao i samim time ne može povezati novac (320 000 dolara) s pravim autima.
Otkrivši da se u kovčegu nalazi milijun dolara, Carl zakopa većinu novca pokraj zabačene, snijegom zametene autoceste i obilježi lokaciju strugalicom za led tako da ih kasnije može pronaći. Carl se vraća u provincijsko skrovište na jezeru Moose (s dogovorenih 80 tisuća dolara). Grimsrud je ubio Jerryjevu suprugu zbog toga što ga je jednostavno živcirala. Carl se posvađa s njim oko toga kome pripada auto, a Grimsrud ga ubija sjekirom.
Prije odlaska iz Minneaopolisa natrag u Brainerd, Marge saznaje da joj je prijatelj Mike lagao o tome da je ostao udovac (zapravo je uhodio djevojku za koju je tvrdio da je to njegova pokojna žena, a sada ima zabranu prilaženja). Nakon što je to čula, Marge se vraća u auto-salon i ponovno počne ispitivati Jerryja jer sumnja da joj je lagao. Misleći kako je uhvaćen nakon što Marge upita da vidi Wadea, Jerry počne paničariti i pobjegne. Prateći trag, ona otkriva gdje se skrivaju otmičari i dolazi na posjed točno u vrijeme kad Grimsrud gura posljednji djelić Carlova tijela u usitnjavač drveta. Grimsrud pokuša pobjeći, ali Marge ga upuca u nogu i uhiti ga. Na putu prema postaji, Marge počne razgovarati s Grimsrudom ne shvaćajući kako je mogao učiniti nešto takvo što je učinio da bi se domogao "nešto malo novca".
Jerry je kasnije uhićen dok je bježao, u motelu izvan Bismarcka u Sjevernoj Dakoti. U posljednjoj sceni, Marge i njezin muž, Norm, sjede u krevetu gledajući televiziju, razgovarajući o djetetu koje čekaju. Sudbina skrivenih 920 tisuća dolara ostaje nepoznata.

## Glumci i likovi
- William H. Macy kao Jerry Lundergaard, prodavač automobila u velikim dugovima. Unajmljuje dvojicu muškaraca da mu otmu ženu kako bi pokupio otkupninu od svog bogatog punca.
- Frances McDormand kao Marge Gunderson, trudna šefica policije u Brainerdu u Minnesoti, istražuje ubojstva troje ljudi blizu njenog grada.
- Steve Buscemi kao Carl Showalter, brbljavi sitni lopov kojeg Lundergaard unajmljuje kako bi mu oteo ženu. Ljudi koji ga susreću opisuju ga čovjeka "čudnog izgleda".
- Peter Stormare kao Gaear Grimsrud, Showalterov sociopatični partner, uglavnom šuti, ali je sposoban počiniti krajnje nasilje. Strastveni je pušač Marlbora.
- Harve Presnell kao Wade Gustafson, bogati vlasnik salona auta Oldmsobilea gdje radi Jerry i otac njegove žene.
- Kristin Rudrüd kao Jean Lundergaard, oteta žena Jerryja Lundergaarda.
- Tony Denman kao Scotty Lundergaard, Jerryjev i Jeanin sin osnovnoškolac.
- Larry Brandenburg kao Stan Grossman, računovođa i poslovni partner Wadea Gustafsona.
- Steve Reeves kao Shep Proudfoot, bivši zatvorenik i mehaničar u auto-salonu. Upoznaje Jerryja s Carlom i Gaearom.
- John Carroll Lynch kao Norm Gunderson, muž Marge Gunderson, umjetnik koji se natječe da njegov rad izaberu za korištenje na poštanskim markicama.
- Steve Park kao Mike Yanagita, srednjoškolski prijatelj Marge Gunderson.

## Produkcija

### Činjenice vs. fikcija
Fargo počinje sljedećim tekstom:
OVO JE ISTINITA PRIČA. Događaji prikazani u ovom filmu odigrali su se u Minnesoti 1987. Imena su promijenjena na zahtjev preživjelih. Iz poštovanja prema mrtvima, ostalo je prikazano točno kako se dogodilo.
Iako je film sam po sebi izmišljen, braća Coen tvrde da su mnogi događaji iz filma temeljeni na stvarnim događajima iz drugih slučajeva koje su iskombinirali kako bi osmislili jedinstvenu priču. Joel Coen je rekao, "Nismo bili zainteresirani za tu vrstu istinitosti. Osnovni događaji su isti kao i u pravim slučajevima, ali su karakterizacije potpuno zamišljene." Kasnije je naglasio, "Ako publika vjeruje da se nešto temelji na stvarnom događaju, to vam daje pravo da učinite stvari koje u drugom slučaju oni ne bi prihvatili."
Coenovi tvrde da su se ubojstva zaista dogodila, ali ne u Minnesoti. Glavni razlog što je film smješten u Minnesotu je činjenica da su Coenovi rođeni i odrasli u St. Louis Parku, predgrađu Minneapolisa.
U specijalnim dodacima na DVD izdanju filma, otkriva se da je glavni događaj koji je inspirirao film temeljen na neslavnom ubojstvu Helle Crafts u Connecticutu 1986. od strane njenog muža, Richarda, koji ju je ubio i samljeo njeno tijelo u usitnjavaču drveta.
Na odjavnoj špici stoji obavijest da su svi likovi izmišljeni.
U studenom 2001., Japanka Takako Konishi je stigla u Bismarck u Sjevernoj Dakoti. Pronađena je mrtva u šumi šest dana poslije pokraj Jezera Detroit u Minnesoti, a vjeruje se da je umrla od kombinacije lijekova i hladnoće. Uz pomoć naškrabane karte, policija je zaključila da je vjerojatno tražila izgubljeni novac koji je zakopan u filmu. No, tri tjedna kasnije nakon njezine smrti, njezini roditelji u Japanu su primili njeno pismo koje je poslala nekoliko dana prije nego što je umrla - priča o njezinoj potrazi za novcem bila je pogrešna.

### Naslov
Film je nazvan po gradu Fargu u Sjevernoj Dakoti koji igra malu ulogu na početku filma, a vidi se samo u kadru panorame u nekoliko sekundi nakon kratke scene u baru. Iako u podnaslovu piše kako je scena smještena u Fargo, stvarna lokacija snimanja u baru bila je u središnjem Minneapolisu. Ostatak filma u potpunosti je smješten oko Minnesote, najviše u Minneapolisu i Brainerdu. No, zbog blage zime u Minnesoti tijekom snimanja, dobar dio filma stvarno je snimljen u Sjevernoj Dakoti. U intervjuu na specijalnom izdanju na DVD-u, Coenovi su tvrdili da su film nazvali "Fargo" jer je zvučalo zanimljivije nego "Brainerd".

### Lokacije
Neobično blaga zima rane 1995. prisilila je ekipu da često premještaju lokaciju sve dok ne nađu prikladan krajolik. U mnogim scenama je morao biti korišten lažni snijeg. Fargo je, osim toga, snimljen za vrlo malo novca nakon nedavnog komercijalnog podbačaja braće Coen s filmom Mr. Hulahoop.
Lokacije korištene tijekom snimanja:
- King of Clubs, bar prikazan na početku filma smješten je u sjevernoistočni Minneapolis.[6] Kasnije je srušen zbog gradnje smještaja za HIV-pozitivne.[7]
- Dom Douga Melroa i Denny Kemp na Aveniji Pillsbury u Minneapolisu uključuje kuhinju u Lundergaardovoj kući.[8]
- Auto-salon "Wally McCarthy Oldsmobile" smješten u Richfieldu, predgrađu Minneapolisa. Poslije je srušen.
- Emberov restoran na izlazu za Louisianu u St. Louis Parku. Lokacija je kasnije bila nenaseljena, a zgrada je srušena. Na njoj se sada nalazi uredska zgrada.
- Skrovište otmičara locirano je sjeverno od Stillwatera u Minnesoti.
- Policijska postaja u Edini u Minnesoti korištena je za interijerske scene policijske stanice u Brainerdu.[9]
- Carl krade registracijske tablice s parkirališta na međunarodnom aerodromu Minneapolis-Saint Paul.
- Chanhassen Dinner Theatre korišten je za koncert Josea Feliciana.
- Minneapolis Club Parking Ramp korišten je za scenu u kojoj Wade dostavlja novac Carlu.
- Lakeside Club korišten je za scemu u kojoj Marge ispituje prostitutke koje su očito bile angažirane od strane otmičara.
- Zapadno od Bathgatea, Sjeverna Dakota u okrugu Pembina na Autocesti 1 bila je lokacija kipa Paula Bunyana.[9]

## Reakcije

### Kritike
Filmski kritičar Roger Ebert nazvao je Fargo svojim četvrtim najboljim filmom devedesetih (proglasio ga je i filmom 1996.). U svojoj originalnoj recenziji, Ebert ga je nazvao "jednim od najboljih filmova koje sam ikad vidio" i dodao da su "filmovi kao što su Fargo razlog zašto volim filmove." Mnogi poznati kritičari nazvali su ga 'filmom godine', uključujući Joela Siegela, Lisu Schwartzbaum iz Entertainment Weeklyja, Genea Siskela i Leonarda Maltina.
Arsen Oremović je filmu dao tri od četiri 'kritičarska prsta': 
"Kao i u njihovu debiju "Krvavo jednostavno", braću Coen u "Fargu" zaokupljaju teme pohlepe, prijevare i ubojstva...Smještajući radnju u njihovu rodnu Minnesotu, braća Coen izvrsno oslikavaju tamošnje ljude, njihov dijalekt i (djetinji) mentalitet, što daje specifičnu kvalitetu i humoristične tonove toj sveukupno tmurnoj priči".
Film je 1998. proglašen 84. najboljim svih vremena u izboru 100 najboljih filmova Američkog filmskog instituta, iako je 2007. ispao s te liste. Lik Marge Gunderson našao se na 93. mjestu na AFI-jevoj listi 100 najboljih junaka i zlikovaca.

### Filmski festivali
Fargo je prikazan na mnogim filmskim festivalima. 1996. se našao u glavnoj konkurenciji na Filmskom festivalu u Cannesu, gdje je osvojio nagradu za najboljeg redatelja. Osim toga, film je prikazan na festivalima u Pusanu, Karlovy Varyma i Napulju.

### Nagrade

#### Pobjede
- Oscar za najbolju glumicu (Frances McDormand)
- Oscar za najbolji originalni scenarij (Joel i Ethan Coen)
- BAFTA za najbolju režiju (Joel Coen)
- Nagrada Filmskog festivala u Cannesu za najboljeg redatelja (Joel Coen)
- Nagrada Udruženja newyorških filmskih kritičara za najbolji film
- Nagrada Nacionalnog udruženja filmskih kritičara za najbolju glumicu (Frances McDormand)
- Nagrada Nacionalnog udruženja filmskih kritičara za najboljeg redatelja (Joel Coen)
- Nagrada Ceha američkih glumaca za najbolju glumicu (Frances McDormand)
- Nagrada Ceha američkih scenarista za najbolji originalni scenarij (Joel i Ethan Coen)

#### Nominacije
- Oscar za najbolji film
- Oscar za najboljeg redatelja (Joel Coen)
- Oscar za najboljeg sporednog glumca (William H. Macy)
- Oscar za najbolju fotografiju (Roger Deakins)
- Oscar za najbolju montažu  (Ethan i Joel Coen)
- Zlatni globus za najbolji film – komedija ili mjuzikl
- Zlatni globus za najbolju režiju (Joel Coen)
- Zlatni globus za najbolju glumicu – komedija ili mjuzikl (Frances McDormand)
- Zlatni globus za najbolji scenarij (Joel i Ethan Coen)

## Soundtrack
Kao i za sve filmove braće Coen, glazbu za Fargo je skladao Carter Burwell.
Glavni glazbeni motiv temeljen je na norveškoj folk pjesmi zvanoj "The Lost Sheep". Snimila ju je norveška glazbenica Annbjørg Lien na svojem albumu "Felefeber".
Druge pjesme u filmu uključuju "Big City" Merle Haggard, koja se može čuti u baru u Fargu gdje se Jerry Lundergaard sastaje s otmičarima, te "Let's Find Each Other Tonight", izvedbu uživo Josea Feliciana u noćnom klubu koju gledaju Showalter i njegova ženska pratilja. Nijedna od ovih pjesama se ne pojavljuje na soundtracku.
Soundtrack album je objavljen 1996. u izdanju TVT Recordsa, a kombinirao je skladbe iz Bartona Finka.

### Popis pjesama
1. "Fargo, North Dakota" – 2:47
2. "Moose Lake" – 0:41
3. "A Lot of Woe" – 0:49
4. "Forced Entry" – 1:23
5. "The Ozone" – 0:57
6. "The Trooper's End" – 1:06
7. "Chewing on it" – 0:51
8. "Rubbernecking" – 2:04
9. "Dance of the Sierra" – 1:23
10. "The Mallard" – 0:58
11. "Delivery" – 4:46
12. "Bismark, North Dakota" – 1:02
13. "Paul Bunyan" – 0:35
14. "The Eager Beaver" – 3:10
15. "Brainerd Minnesota" – 2:40
16. "Safe Keeping" – 1:41
  - Album ima osam dodatnih pjesama iz soundtracka za film Barton Fink.

## Televizijski spin-off
1997. je snimljena pilot epizoda za televizijsku seriju temeljenu na filmu. Radnjom je bila smještena u Brainerd, a u ulozi Marge Gunderson se pojavila Edie Falco. Režirala ju je Kathy Bates, ali serija nikad nije zaživjela.

## Vanjske poveznice
- Fargo u internetskoj bazi filmova IMDb-a
- Fargo na Rotten Tomatoes